# Molair volume
Het molaire volume (symbool: Vm) is het volume dat ingenomen wordt per mol van een zuivere stof of mengsel. Het werd voor het eerst onafhankelijk van elkaar beschreven door Avogadro, een Italiaanse scheikundige, en door André-Marie Ampère.

## Molair volume van een gas
Het molaire volume van een ideaal gas is onder dezelfde omstandigheden (druk en temperatuur) altijd hetzelfde (i.e. de wet van Avogadro) en kan met de ideale gaswet worden berekend. 
{\displaystyle V_{\mathrm {m} }={\frac {V}{n}}={\frac {RT}{p}}}
Onder normaalcondities (T = 273,15 K en p = 1 atm = 101 325 Pa) met een ideaal gas is dit:
Vm = 22,414 dm3/mol (l/mol)
Voor reële gassen ligt deze waarde bij bovenvermelde temperatuur en druk nog altijd in de buurt van 22 (± 0,5) dm3/mol (l/mol).
Men kan bij 25 °C (T = 298 K en p = 1 atm = 101325 Pa) de volgende afgeronde waarde gebruiken:
Vm = 24,5 dm3/mol (l/mol)
Het molaire volume is vrijwel onafhankelijk van het soort gas. Dit is te verklaren doordat de moleculen zich in de gasfase zo ver van elkaar bevinden, dat ze elkaar niet raken. Lichte moleculen hebben bij een bepaalde temperatuur een hogere snelheid dan zware moleculen, waardoor bij gelijke aantallen moleculen de gasdruk p dezelfde waarde krijgt. Hieruit kan worden afgeleid dat het volume bepaald wordt door de grote lege tussenruimtes tussen de moleculen en niet door de afmetingen van het molecuul.

## Molair volume van een vloeistof of vaste stof
Het molaire volume van een vloeistof of een vaste stof bij een bepaalde druk en temperatuur kan berekend worden door de molaire massa te delen door de massadichtheid van die stof:
{\displaystyle V_{\mathrm {m} }={\frac {V}{n}}={\frac {V}{m/M}}={\frac {M}{\rho }}}, waarbij
{\displaystyle V_{\mathrm {m} }} = molair volume in cm3·mol−1,
{\displaystyle M} = molaire massa in g·mol−1,
{\displaystyle \rho } = massadichtheid in g·cm−3
De molaire massa is getalsmatig gelijk aan de atoommassa (in het geval de stof een chemisch element is) of molecuulmassa (in het geval van een chemische verbinding) in atomaire massa-eenheden (u) van die stof.

## Molair volume van een mengsel
Het molaire volume van een mengsel wordt gedefinieerd als de verhouding van het volume van het mengsel op de totale stofhoeveelheid. Voor een ideaal gasmengsel, blijft het molaire volume gegeven door {\displaystyle RT/p}.
{\displaystyle V_{\mathrm {m} }={\frac {V}{\sum n_{i}}}}
Niet te verwarren met het partieel molaire volume, wat de bijdrage van één component tot het volume is.